# 進止
進止（しんし/しんじ）とは、進退（しんたい）とも呼ばれ、土地・財産・人間などを自由に支配・処分することを指す。

## 概要
原義は文字の通り、「進む」ことと「止まる」「退く」ことを指していたが、自身のみではなく他者に対して同様の指示を行うと言う意味も有しており、やがてそれが発展して人や物を自由に取り扱うという意味を持つようになったと考えられている。古代日本においては所勘・沙汰などを含めた広い意味で用いられた。中世においては所領・所職に対する充行と没収あるいは補任と改易の権利行使を意味するようになり、近世に入ると領主の任免が公儀に集約されたために土地や財産などに対する排他的支配権や私法的処分権を意味するようにあり、主に「進退」表記が用いられるようになった。
中世の進止については類似の概念である「知行」との関連について法制史の世界で論争があった。すなわち、中田薫は進止も知行も近代法における占有を意味しており、進止が人間に対しても及ぶという点を除けば両者は同一であると主張して、戦前における通説であった。これに対して牧健二・石井良助・高柳真三らがこれに反論した。牧らの反論の内容には違いはあるものの、知行が一定の不動産（所職・土地など）などに存在する各種の用益権の行使を指し、進止が補任や充行、改易などの人事やそれに付随する諸権限（年貢公事・勧農・検断に関する取扱）に対する処分権の行使を指すとしている。進止・知行の双方の権利を有する者を一円進止（いちえんしんし）と称する。
ただし、中世の土地法制においては複数の領主が存在しうる複雑な構造である上、公家政権と武家政権の併存などもあり、進止が誰に帰属するのか、また実際に行使できるのかという点に関しては上記の定義にもかかわらず常に問題を有していた。すなわち、一家（親子）や下級領主に関する進止は進止出来る者が親や在地領主など限られており、上記定義のような排他的な支配が認められていたが、上級領主に関する進止になるとその対象になる荘官などの現地領主の支配力が強力であったり、幕府による地頭人事に本所・領家は介入できないなど、所職が持つ性格や法令・慣習・政治的軍事的な力関係などによってその権利行使は制約を受けた。そもそも、本所・領家などの上級領主がその所領の全てを完全に管理することは不可能（荘官などが設置される最大の理由はそれを補う意味を有する）であり、表面上はともかく実際に自由に支配・処分をすることは困難であった。